# Vincenzo Linares
Vincenzo Linares (Licata, 6 aprile 1804 – Palermo, 18 gennaio 1847) è stato un giornalista e scrittore italiano.
Fondò nel 1834 il settimanale Il Vapore, cui collaborarono alcuni tra i maggiori intellettuali palermitani dell'epoca.
Il periodico cessò le pubblicazioni nel 1837 in concomitanza con lo scoppio a Palermo dell'epidemia di colera che diede a Linares l'ispirazione per il romanzo Maria e Giorgio, ossia Il cholera a Palermo, con evidente richiamo alla peste del 1630: apparso nel 1838 presso lo Stab. di F. Lao, il romanzo è stato ripubblicato nel 2020 da I Buoni Cugini Editori, nella collana «Gli Introvabili».
Linares fu, inoltre, biografo di illustri personaggi siciliani tra i quali il botanico Antonino Bivona Bernardi e il fisico Domenico Scinà, entrambi deceduti durante l'epidemia. 
Si interessò anche di costumi e tradizioni popolari come testimoniano le sue Novelle popolari di argomento siciliano e soprattutto L'avvelenatrice, che riscosse notevole successo.
Il botanico Filippo Parlatore, suo intimo amico, gli dedicò la Romulea linaresii. Al suo nome è intestato il Liceo Classico della città natale. 